# Herbert von Karajan
Herbert von Karajan (Salzburg, Austrija, 5. travnja 1908. – Anif, Austrija, 16. srpnja 1989.), bio je austrijski dirigent, jedan od najznačajnijih u 20. stoljeću. Karajan je 35 godina vodio Orkestar berlinske Filharmonije, od 1954., kada je nasljedio Wilhelma Furtwänglera, do 1989. godine.

## Životopis

### Porijeklo
Rodio se u salzburškoj obitelji srednje-više klase, izvorno cincarskog, armenskoga ili grčkog porijekla iz regije Makedonije. Njegov pra-pra-pradjed Geòrgios Johannes Karajànnis, rođen u Kozaniju, gradu u Osmanskoj provinciji Rumeliji (današnja Zapadna Makedonija u Grčkoj), iselio se 1767. u Beč i potom u Chemnitz u Saskoj. On i njegov brat, sudjelovali su u osnivanju industrije odjeće u Saskoj, te je za njihove usluge 1. lipnja 1792. Fridrik August I. Saski obojici dodijelio plemićke titule, kao i prefiks "von" obiteljskom imenu. Prezime Karajànnis postalo je Karajan. Obitelj s majčine strane, preko njegovog djeda rođenog u mjestu Mojstrana, Vojvodstvo Kranjska (danas u Sloveniji), bila je prema novijem genealoškom istraživanju slovenskog porijekla, što pojašnjava ili je u suprotnosti s tradicionalnim stajalištem koje je porijeklo njegove majke definiralo srpskim ili jednostavno slavenskim.

### Mladost
Von Karajan je rođen u Salzburgu, u Austro-Ugarskoj, kao Herbert Ritter von Karajan. Kao pijanist, bio je čudo od djeteta. Od 1916. do 1926., učio je na Mozarteumu u Salzburgu, gdje ga je njegov učitelj, koji je primijetio izvanrednu darovitost, ohrabrivao da se koncentrira na dirigiranje.
Godine 1929., dirigirao je operu Saloma u Festspielhausu u Salzburgu, te je od 1929. do 1934. djelovao kao prvi Kapellmeister Stadttheatera u Ulmu. 1933., debitirao je kao dirigent na Salzburškom festivalu s Walpurgisnacht Scene u Max Reinhardtovoj produkciji opere Faust. Također 1933., postao je član Nacističke stranke.
U Salzburgu 1934., prvi je puta dirigirao Bečkom filharmonijom, te je od 1934. do 1941., bio angažiran u dirigiranju opernih i simfonijskih orkestralnih koncerata u Aachenskoj operi.
Karajanova je karijera doživjela veliki uzlet 1935. kada je imenovan najmlađim njemačkim  Generalmusikdirektorom, te je nastupao kao gost u Bukureštu, Bruxellesu, Stockholmu, Amsterdamu i Parizu. Godine 1937., operom Fidelio, debitirao je s Berlinskom filharmonijom i Berlinskom državnom operom, te je postigao veliki uspjeh operom Tristan i Izolda. 1938., tu su izvedbu berlinski kritičari hvalili kao Das Wunder Karajan (čudesni Karajan). Kritika je ustvrdila da je Karajanov "uspjeh sa zahtjevnim Wagnerovim djelom Tristan i Izolda postavio ga uz Furtwänglera i de Sabatu", tadašnje najveće njemačke operne dirigente. Nakon što je iste godine potpisao ugovor s Deutsche Grammophonom, ostvario je prvu od brojnih snimki dirigirajući uvertiru Čarobne frule u Staatskapelle Berlin. 26. srpnja 1938., oženio se svojom prvom suprugom, operetnom pjevačicom Elmy Holgerloef. Razveli su se 1942.
22. listopada 1942., stupio je u brak s Annom Mariom "Anitom" Sauest, rođenom Gütermann. Ona je bila kći poznatog proizvođača konca za šivaće strojeve. Kako je njen djed bio Židov, smatrana je 
Vierteljüdin (jednu četvrtinu židovka). Radi toga, do 1944. Karajan je prema vlastitom priznanju gubio podršku nacističkog vodstva, ali još uvijek je koncertirao u ratnom Berlinu 18. veljače 1945., premda je ubrzo potom napustio Njemačku i zajedno s Anitom uz pomoć Victora de Sabate
preselio se u Italiju. Austrijski denacifikacijski istražni odbor Karajana je 18. ožujka 1946. oslobodio optužbi te je uskoro nastavio svoju dirigentsku karijeru.

### Poratna karijera
Godine 1946., Karajan je izveo svoj prvi poratni koncert u Beču s Bečkom filharmonijom ali daljnje koncertne aktivnosti brane mu sovjetske okupacijske vlasti radi bivšeg članstva u Nacističkoj stranci. Tog ljeta anonimno je sudjelovao na Salzburškom festivalu, ali iduće godine dozvoljen mu je nastavak karijere. 1949. Karajan postaje umjetnički direktor Društva prijatelja glazbe (Musikverein) u Beču, te je također koncertirao i u Scali u Milanu. Njegova najistaknutija aktivnost u to doba bilo je snimanje s novoformiranim Filharmonijskim orkestrom u Londonu, koji je zahvaljujući i Karajanovom doprinosu postao jedan od najboljih na svijetu. Od te godine,  započeo je doživotnu nazočnost na festivalu u Luzernu.
Godine 1951. i 1952. dirigirao je u Bayreuth Festspielhausu. 1955. imenovan je doživotnim muzičkim direktorom u Berlinskoj filharmoniji, kao nasljednik Wilhelma Furtwänglera. Od 1957. do 1964. bio je umjetnički direktor Bečke državne opere. Karajan je također blisko surađivao s Bečkom filharmonijom i Salzburškim festivalom, gdje je utemeljio Uskrsni festival koji će ostati vezan uz muzičkog direktora Berlinske filharmonije i nakon Karajana.
Nakon što se 1958. razveo od Anite, 22. listopada iste godine ženi se svojom trećom suprugom, francuskim modelom Eliette Mouret, s kojom je imao dvije kćeri. Nastavio je uspješnu karijeru s javnim nastupima i snimanjima, uglavnom s Berlinskom i Bečkom filharmonijom, do smrti u Anifu 1989.

### Karajan i kompaktni disk
Karajan je igrao značajnu ulogu u razvoju izvornog digitalnog audio formata kompaktnog diska (CD). Iskoristio je svoj ugled za promociju nove tehnologije CD-a, te je bio nazočan i prvoj konferenciji za tisak na kojoj je predstavljen novi format. Maksimalni kapacitet prototipa CD-a bio je 60 minuta ali konačna je specifikacija povećala kapacitet na 74 minute, navodno, na Karajanovo inzistiranje, da bi na 1 CD mogla biti snimljena cijela Beethovenova deveta simfonija. Philipsov inženjer i član društva Audio Engineering Society Kees Schouhamer Immink, poriče da je Beethovenova skladba imale veze s povećanjem kapaciteta.
Godine 1980., von Karajan dirigirao je izvedbu prvu snimke koja će biti puštena u prodaju na kompaktnom disku: Alpske simfonije Richarda Straussa, u produkciji Deutsche Grammophona.
Tijekom 1980-ih ponovo je snimio mnoga djela, kao Beethovenovih devet simfonija, objavljenih u izdanju Deutsche Grammophona s bookletom u čijem uvodu stoji da je svoje djelo želio sačuvati u digitalnom formatu. Promicao je također i Digital Compact Cassette, iako taj format nije bio osobito uspješan.

### Članstvo u Nacističkoj stranci
Karajan se učlanio u Nacističku stranku u Salzburgu 8. travnja 1933. Njegov članski broj bio je 1 607 525. Lipnja iste godine, austrijska vlada zabranila je Nacističku stranku. Ipak, Karajanovo članstvo bilo je važeće do 1939. Te godine, bivše austrijske članove verificirao je generalni ured Nacističke stranke, te je njegovo članstvo proglašeno nevažećim i pristup retroaktivno određen na 1. svibnja 1933. u Ulmu, s članskim brojem 3 430 914.
Karajanovo članstvo u Nacističkoj stranci i karijera u velikom uzlazu u Njemačkoj od 1933. do 1945. nakon rata prikazivano je u ružnom svjetlu. Dok njegovi branitelji tvrde da se Nacističkoj stranci pridružio samo radi napredovanja u karijeri, kritičari kao Jim Svejda istaknuli su da su drugi ugledni dirigenti, među kojima i Otto Klemperer, Erich Kleiber i Arturo Toscanini, u to doba napustili fašističku Europu.
Za razliku od toga, britanski glazbeni kritičar Richard Osborne primjećuje da je među mnogim istaknutim dirigentima koji su nastavili karijeru u Njemačkoj tijekom rata, kao Wilhelm Furtwängler, Ernest Ansermet, Carl Schuricht, Karl Böhm, Hans Knappertsbusch, Clemens Krauss i Karl Elmendorff, Karajan bio najmlađi i jedan od najmanje uspješnih.

## Stil
Kritika i obožavatelji suglasni su da je Herbert von Karajan posjedovao poseban dar u izvlačenju najljepših zvukova iz orkestra. Mišljenja se razilaze u vezi estetskog cilja kojem je primjenjivan "Karajanov zvuk". Američki kritičar Harvey Sachs Karajanov je pristup opisao na sljedeći način:

Čini se da se Karajan odlučio za sveprimjenjiv, vrlo profinjen, uglađen, proračunato čulan zvuk koji se s odgovarajućim stilističkim modifikacijama mogao primijeniti Bachu, Pucciniju, Mozartu, Mahleru, Beethovenu, Wagneru, Schumannu i Stravinskom ... mnoge su od njegovih izvedbi imale prefabriciranu umjetnu kvalitetu kakvu Toscanini, Furtwängler, i mnogi drugi nikada nisu imali...većina Karajanovih snimki pretjerano su dotjerane, kao zvučni pandan filmovima i fotografijama Leni Riefenstahl. 

Ipak, Jim Svejda i drugi komentatori tvrdili su da Karajanov stil prije 1970. nije zvučao uglađeno kao što je navodno kasnije postao.
Kao ilustracija, mogu se navesti dva osvrta iz Penguin Guide to Compact Discs.
- U vezi snimanja Wagnerovog Tristana i Izolde, standardnog djela romantizma, Penguinovi autori zapisali su da je "Karajanova senzualna izvedba Wagnerovog remekdjela, nježno lijepa sa superiorno profinjenom glazbom Berlinske filharmonije" te je uvrštena na prvo mjesto na stranicama 1586-7 izdanja Penguin Guide to Compact Discs iz 1999.
- O Karajanovom snimanju Haydnovih Pariških simfonija isti autori pišu "Haydn svom snagom u stilu big-banda... nije potrebno napomenuti da je kvaliteta orkestralne izvedbe izvanredna. Ipak, to su nevješti rasponi zvukova, bliži imperijalnom Berlinu nego Parizu ... Menueti su bez dvojbe vrlo spori ... Te su izvedbe isuviše bez draži i gracioznosti da bi se doista mogle preporučiti."[22]

Ipak, Penguinova publikacija, Karajanovim snimkama istih Haydnovih oratorija, Stvaranje svijeta i Godišnja doba, daje najviše komplimente. Također, ugledni Haydnov stručnjak H.C. Robbins Landon napisao je note za Karajanove snimke Haydnovih 12 Londonskih simfonija i jasno tvrdio da su Karajanove snimke među najboljima za koje zna.
U vezi suvremene klasične glazbe, Karajan je imao snažnu sklonost ka izvođenju i snimanju glazbe od prije 1945. (Mahler, Schoenberg, Berg, Webern, Bartók, Sibelius, Richard Strauss, Puccini, Ildebrando Pizzetti, Arthur Honegger, Prokofjev, Debussy, Ravel, Paul Hindemith, Carl Nielsen i Stravinski), ali snimio je dvaput i Šostakovičevu 10. simfoniju (1953.) i izveo premijeru Orffovog djela "De Temporum Fine Comoedia" 1973.

## Nagrade i počasti
Karajanu su dodijeljene mnoge počasti i nagrade. 21. lipnja 1978. dodijeljen mu je počasni doktorat iz glazbe na Sveučilištu Oxford. Također, primio je "Médaille de Vermeil" u Parizu,
zlatnu medalju Kraljevskog filharmonijskog društva (Royal Philharmonic Society) u Londonu, međunarodnu glazbenu nagradu UNESCO-a i dvije nagrade Gramophone za snimke Mahlerove 9. simfonije i cjelokupnih snimki Parsifala 1981. 2002. njemu u počast utemeljena je Glazbena nagrada Herbert von Karajan, prvi puta dodijeljena iduće godine Anni-Sophii Mutter, koja je 1977. debitirala s Karajanom.